# 保科正盈
保科 正盈（ほしな まさみつ、享保10年（1725年） - 天明元年5月28日（1781年6月18日））は江戸時代後期の旗本。飯野藩主家分家の旗本保科氏第6代目当主。諱は正盈。通称は辨三郎、外記。養父は保科正倫。実父は戸田氏常。実母は阿部正房の娘。正室は米倉昌倫の娘。実子は保科正恒、山口光員（山口光包養子）、保科正行、小出尹要（小出尹充の養子）。石高は上野国群馬郡・吾妻郡のうち2500石

## 生涯
大垣藩主家戸田氏分家の旗本寄合席である戸田氏常の4男として出生する。実父氏常の母は2代目飯野藩主の保科正景の娘であり、氏常は正景の外孫にあたる。 
延享3年12月5日（1747年1月15日）に死去した正倫の末期養子として旗本保科氏の家督を相続し、翌延享4年（1747年）に徳川家重に初御目見えを済ませる。宝暦4年（1754年）に書院番士となるが、宝暦7年（1757年）に書院番士を辞す。
上野国の吾妻郡と群馬郡に知行を持つ旗本保科家は吾妻郡伊勢町（現在の群馬県中之条町）に役所を置き、根岸家を代官として年貢徴収を請け負わせていたが、宝暦12年（1752年）に知行地の吾妻郡赤坂村が伊勢町の根岸家による代官支配を拒否し、これに同じく吾妻郡の知行地である岩井村、大塚村、青山村も同調した。このために当時の代官であった根岸伴助が退任、根岸甚右衛門が代官に就任する一方、赤坂村、大塚村、青山村、岩井村は旗本保科家へ年貢を直送することとなった。
明和5年11月30日（1769年1月7日）に長男の正恒に家督を譲って隠居し、天明元年（1781年）に死去。享年57。墓所は麻布の天眞寺。法名は雲晴。